# Приятелите винаги остават
„Приятелите винаги остават“ е четвъртият студиен албум на българската поп/кънтри певица Росица Кирилова. Издаден е през 1989 г. от „Балкантон“.

## Песни
1. „Приятелите винаги остават“ (3:45)
2. „Внезапна среща“ (4:01)
3. „Най-добрата дума“ (3:50)
4. „Вест за обич“ (3:50)
5. „Нерешена кръстословица“ (3:41)
6. „Къде отиваш в такова време“ (3:50) -м. Зорница Попова
7. „Не заключвай в рамки любовта“ (3:38) – м. Зорница Попова
8. „Думи“ (3:27)
9. „Един живот“ (3:02)
10. „След любовта“ (3:03)
11. „Есен“ (3:38)
12. „Песен за изгубеното куче“ (3:33)
13. „Излишна гордост“ (3:13)